# 奧斯古-謝拉德病
奧斯古-謝拉德病（Osgood–Schlatter disease，OSD）是髕骨韌帶連到脛骨結節的著骨點处的發炎（骨骺炎），因此，又名脛骨粗隆骨骺炎。主要症狀是膝盖下方出现疼痛的肿块，活动时疼痛加剧，休息时疼痛减轻。疼痛发作常會持续数周至数月 。可能單侧或雙侧發病，且可能反覆發作 。
危险因子包括使用过度，特別是频繁跑步或跳跃的运动。致病机轉是胫骨上端的生长板反复承受過多张力。通常依症状诊断。投影式放射攝影可能正常，也可能發現附近区域有碎片。
疼痛常会随时间而缓解。患部冷敷、休息、伸展運動和强化訓練都可能有效 。也可使用布洛芬等非類固醇性止痛藥。運動建议以压力较小的活动為主，如游泳或散步。在腿部打上石膏，強迫它休息一段时间可能有效。通常男孩在 16 岁及女孩在 14 岁以後，生长减缓，雖然患部可能还留有肿块，但已不再疼痛 。
大约有 4% 的人在一生中的某个时间点曾有奧斯古-謝拉德病。 好發於10 至 15 岁间的男性。此病以美国骨科医生罗伯特·贝利·奧斯古（Robert Bayley Osgood，1873 – 1956 年）和瑞士外科医生卡尔·謝拉德（Carl B. Schlatter，1864 – 1934 年）的名字命名，並于 1903 年独立描述它的病症 。